# یواس‌سی‌جی‌سی ردبود (دبلیوال‌بی-۳۹۸)
یواس‌سی‌جی‌سی ردبود (دبلیوال‌بی-۳۹۸) (به انگلیسی: USCGC Redbud (WLB-398)) یک کشتی بود. این کشتی در سال ۱۹۴۳ ساخته شد.